# 843
Cette page concerne l'année 843  du calendrier julien. Pour l'année 843 av. J.-C., voir 843 av. J.-C.
L'année 843 est une année commune qui commence un lundi.

## Événements
- 2 février : Dhuoda, duchesse de Septimanie, épouse de Bernard de Septimanie, achève la rédaction du Manuel pour mon fils, premier traité d'éducation connu, destiné à son fils aîné Guillaume[1].

- 3-13 février : une armée Tang dirigée par Shi Xiong (en) attaque les Ouïghours déplacés après la chute de leur khaganat, près de Datong, dans le Shanxi ; 10 000 Ouïghours sont massacrés le 13 février[2].

- 4 mars : le patriarche de Constantinople Jean Morocharzianos est déposé et remplacé par le moine sicilien Methodios[3].

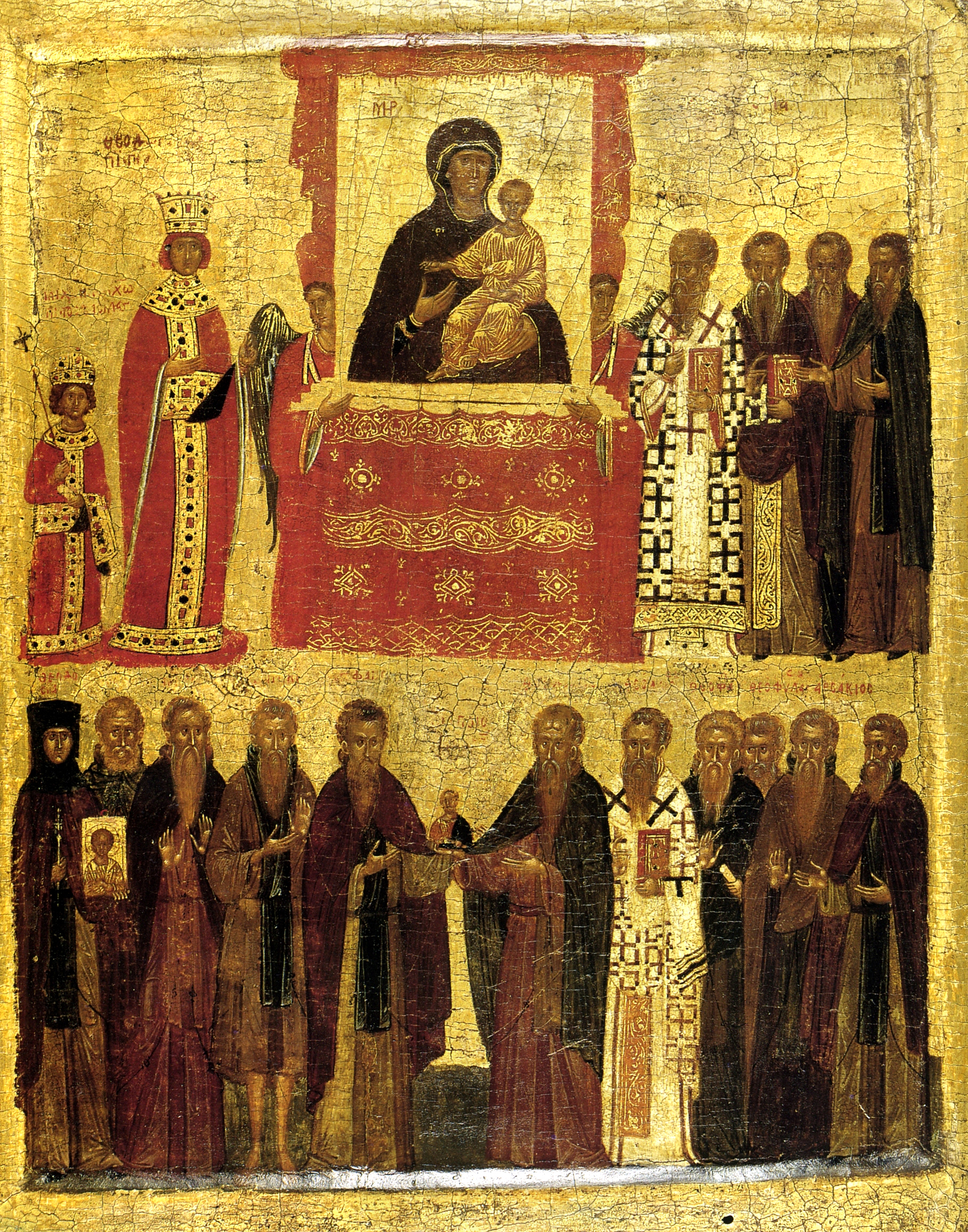
11 mars : institution du Triomphe de l'orthodoxie, icône peinte vers 1375-1425

- 11 mars : l'impératrice Théodora convoque un concile qui rétablit le culte des images dans l'Empire byzantin et persécute les hérétiques. La subordination de l’Église à l’empereur cesse[3]. Le règlement de 843 est en réalité un compromis : le concile précise que les icônes ne sont pas adorées pour elles-mêmes mais que c’est le respect dû au saint personnage qu’elles représentent qui se manifeste par leur intermédiaire. La religion orthodoxe a trouvé son équilibre.
- Mars : un édit impérial condamne le manichéisme en Chine[4].
- 13 mai - 20 juin : Charles le Chauve intervient contre son neveu Pépin II qui réclame l’Aquitaine, héritage de Pépin Ier. Il met le siège devant Toulouse, mais est obligé de le lever en juin. Il revient l'année suivante et connait un nouvel échec[5].
- 24 ou 25 mai : Erispoë, fils de Nominoë, est battu à Messac sur la Vilaine, par Renaud, comte d'Herbauge et préfet de la marche de Bretagne, qui a tenté de sa propre initiative une attaque contre Nominoë malade ; après avoir fait leur jonction avec son allié Lambert de Nantes, les Bretons d'Erispoë surprennent les Francs à la bataille de Blain. Renaud d'Herbauges est tué par Lambert[6],[7]. Cette bataille marque le déclenchement des hostilités entre Charles le Chauve et Nominoë.

- 24 juin : les Vikings, peut-être à l’appel du comte Lambert, vassal révolté de Charles le Chauve, prennent Nantes sans difficulté pour la fête de la Saint-Jean, un jour de foire. Une partie de la population, dont l’évêque Gohard, est massacrée dans la cathédrale. Les Normands ravagent alors la région au sud de la Loire (pays de Retz) puis se réfugient dans une île (Yeu ou Noirmoutier) où ils hivernent pour la première fois[8].

- Août : le traité de Verdun consacre la division de l'empire de Charlemagne entre ses trois petits-fils, les trois fils de Louis le Pieux : Charles le Chauve reçoit l'Ouest, Louis le Germanique l'Est, et Lothaire, à qui échoit le titre impérial, le centre[9].
  - Trois principes ont guidé ce partage : égalité des trois parts, unité de chacune et intégrité des trois principautés d’Aquitaine, de Bavière et d’Italie. Les trois lots sont complétés pour que chaque roi ait un nombre égal de fiscs. Les pays à l’est du Rhin sont attribués à Louis, ceux à l’ouest de l’Escaut, de la Meuse, de la Saône et du Rhône à Charles le Chauve. Lothaire acquiert l’empire et une longue bande de territoire de la Frise à la Provence et jusqu’à Spolète. Les trois royaumes, aux frontières compliquées, n’ont pas d’unité linguistique ni économique, en particulier le plus fragile, la Francie médiane. Jusqu’à la mort de Lothaire en 855, les trois frères essayent de vivre en bonne entente (régime de fraternité).
  - Formation du duché de Saxe[10], confié à Liudolf descendant du chef saxon Witukind.

- Novembre : accords de Coulaines sur les honores. Charles II le Chauve doit promettre à l’Église de ne pas la dépouiller de ses biens et aux grands de ne pas leur enlever leurs charges[11].

- Landon Ier devient comte lombard de Capoue (gastald) à la mort de Landulf[12].
- Le roi Kenneth Ier d'Écosse unifie le pays des Scots et des Pictes en Écosse, fondant le royaume d'Alba[13].
- Pillage et incendie de Clonmacnoise, en Irlande[14]. Le roi de Dublin Turgeis (Thorgis), s’appuyant sur un clan irlandais apostat, prend les sanctuaires chrétiens d’Armagh et de Clonmacnoise. Au nom du paganisme, il prétend à la suprématie sur tout le territoire de l’île. Les Irlandais se révoltent contre lui et chassent les Vikings norvégiens à l'exception de quelques postes côtiers (845).
- Défaite des Normands à la bataille de Chalaux près de Lormes, en Nivernais[15].